# Ulla Valtola
Ulla Valtola, född den 20 maj 2002, är en finländsk innebandysspelare som spelar för svenska SSL-laget Täby IS och finländska damlandslaget.
Ulla Valtola har med det finländska landslaget tagit VM-silver år 2023 och guld i World Games år 2025.